# 우쉐첸
우쉐첸(吳學謙, 1921년 12월 19일 ~ 2008년 4월 4일)은 중화인민공화국의 정치인 겸 외교관이며, 외교부장과 부총리를 역임하였다. 한.중 수교와 남북한 유엔 가입에 큰 영향을 미쳤다.

## 이력
상하이에서 태어나 1939년 중국공산당에 입당하였다.
중화인민공화국 성립 이전에는 상하이에서 첸치천 등과 함께 학생운동을 지도하였다. 1949년부터 신민주주의청년단(현재의 중국공산주의청년단) 중앙국제연락부 부부장, 부장을 지냈다. 1958년 중국공산당 중앙대외연락부 국장이 되었으나 문화대혁명으로 실각해 외교부 57간부학교에 하방됐다가 1974년에 복직했다.
1978년 외교부 부부장, 1982년 4월 외교부 제1부장에 임명됐다. 1982년 8월 일본의 역사교과서 왜곡 문제에 대처하였다. 그해 11월 외교부장에 취임하였다.
1980년대 초 당시 외교부장 신분으로 영국과 홍콩 주권 반환 협상을 벌였다. 1983년 6월 국무위원을 겸임하였다. 1988년 외교부장에서 물러나 외교 담당 부총리로 승진하였다.
1993년 중국인민정치협상회의 부주석과 국제교류협회 회장을 지냈다. 1998년 3월 정협 부주석에서 물러나 정계에서 은퇴하였다.
2008년 4월 4일 베이징에서 지병으로 사망했다.

## 정치적 입장
- 중국 외교가의 대부로 통하는 우 전 부총리는 중국을 오랜 외교고립으로부터 탈피시키는데 주력하였다.
- 톈안먼(天安門) 민주화 시위 당시 리펑 전 총리의 강경진압 정책에 동의하지 않았던 것으로 전해진다.

## 한국과의 관계
- 외교 담당 부총리로 있을 때인 1991년 남북한 동시 유엔 가입과 1992년 한.중 수교 과정에서 한국의 입장을 지지한 지한파(知韓派)로 알려져 있다.
- 1994년 4월 중국 인민정치협상회의 부주석 신분으로 한국을 방문, 당시 김영삼 대통령과 면담을 갖기도 했다.
- 중국통인 이세기 한중친선협회장과는 오랜 친분을 갖고 있었다.